# José Sorra
José Crisologo Sorra (ur. 9 marca 1929 w Malinao, zm. 21 stycznia 2021 w Legazpi) – filipiński duchowny rzymskokatolicki, w latach 1993–2005 biskup Legazpi.

## Życiorys
Święcenia kapłańskie przyjął 17 marca 1956. 27 maja 1974 został prekonizowany biskupem Virac. Sakrę biskupią otrzymał 28 sierpnia 1974. 1 marca 1993 został mianowany biskupem Legazpi. 1 kwietnia 2005 przeszedł na emeryturę.
Zmarł 21 stycznia 2021.